# Лук Ошанина
Лук Ошанина (лат. Allium oschaninii) — многолетнее травянистое растение, вид рода Лук (Allium) семейства Луковые (Alliaceae).

## Этимология
Вид назван в честь Василия Фёдоровича Ошанина, русского географа и путешественника, исследователя Средней Азии.

## Распространение и экология
В природе ареал вида охватывает Памиро-Алай и Тянь-Шань. Эндемик.
Произрастает в трещинах скал и на каменистых склонах.

## Ботаническое описание
Луковицы яйцевидные, диаметром 2,5—4 см, с красно-бурыми кожистыми цельными оболочками, по 1—3 прикреплены к корневищу. Стебель мощный, высотой 45—100 см, полый, ниже половины вздутый, при основании одетый расставленными, гладкими влагалищами листьев.
Листья в числе 4—5, цилиндрические, к верхушке суженные, дудчатые, сизоватые, прямые, шириной 4—15 (до 40) мм, в три раза короче стебля.
Чехол приблизительно равен зонтику. Зонтик шаровидный, густой, многоцветковый. Цветоножки равные, в три—четыре раза длиннее околоцветника, при основании с прицветниками. Листочки звёздчатого околоцветника белые с зелёной жилкой, равные, линейно-продолговатые или продолговато-ланцетные, тупые, длиной 4—5 мм. Нити тычинок на четверть длиннее листочков околоцветника, при самом основании между собой и с околоцветником сросшиеся, шиловидные, внутренние при основании в 2 раза шире наружных. Столбик короче коробочки.
Коробочка шаровидно-трёхгранная, диаметром около 5 мм.

## Таксономия
Вид Лук Ошанина входит в род Лук (Allium) семейства Луковые (Alliaceae) порядка Спаржецветные (Asparagales).
|  |                                      |  |                                                             |                                                             |                   |  | ещё 24 семейства (согласно Системе APG II) | ещё 24 семейства (согласно Системе APG II) |                     |  |  |  | ещё более 870 видов |
|  |                                      |  |                                                             |                                                             |                   |  | ещё 24 семейства (согласно Системе APG II) | ещё 24 семейства (согласно Системе APG II) |                     |  |  |  | ещё более 870 видов |
|  |                                      |  |                                                             | порядок Спаржецветные                                       |                   |  |                                            |                                            | род Лук             |  |  |  |                     |
|  |                                      |  |                                                             | порядок Спаржецветные                                       |                   |  |                                            |                                            | род Лук             |  |  |  |                     |
|  | отдел Цветковые, или Покрытосеменные |  |                                                             |                                                             | семейство Луковые |  |                                            |                                            | вид Лук Ошанина     |  |  |  |                     |
|  | отдел Цветковые, или Покрытосеменные |  |                                                             |                                                             | семейство Луковые |  |                                            |                                            |                     |  |  |  |                     |
|  |                                      |  | ещё 44 порядка цветковых растений (согласно Системе APG II) | ещё 44 порядка цветковых растений (согласно Системе APG II) |                   |  |                                            | ещё около 300 родов                        | ещё около 300 родов |  |  |  |                     |
|  |                                      |  |                                                             | ещё 44 порядка цветковых растений (согласно Системе APG II) |                   |  |                                            |                                            | ещё около 300 родов |  |  |  |                     |